# Antoine Casenave
Antoine Casenave (Lembeye, 9 septembre 1763 - Paris, 16 avril 1818) est un homme politique français.

## Biographie
Avant la Révolution, il est substitut du procureur général au Parlement de Navarre à Pau.
Il est élu député des Basses-Pyrénées à la Convention. Il vote la réclusion momentanée et l'exil perpétuel de Louis XVI et insiste sur la mise en accusation de Marat.
Membre du conseil des Cinq-Cents, on lui doit avec Cabanis, Chénier et Alexandre Villetard la constitution de l'an VIII. Entré dans le nouveau corps législatif dont il devient président en 1810, il est élu député des Basses-Pyrénées en 1815.
Il est inhumé au cimetière du Père-Lachaise (50e division).

## Famille
Il épouse Aimée Henriette Ducastel, fille du député à l'Assemblée législative Jean-Baptiste Louis Ducastel et de Marie Jeanne Henriette Guesdon. Il devient ainsi le neveu de Nicolas Vimar